# Kylänpäänjärvi
Kylänpäänjärvi är en sjö i kommunen Askola i landskapet Nyland i Finland. Sjön ligger 16 meter över havet. Arean är 61 hektar och strandlinjen är 3,43 kilometer lång. Sjön  ingår i Illbyåns huvudavrinningsområde.   Den ligger omkring 55 km nordöst om Helsingfors. 